# Platycypha fitzsimonsi
Platycypha fitzsimonsi – gatunek ważki z rodziny Chlorocyphidae. Występuje w Afryce Południowej; stwierdzono go w RPA i Zimbabwe.
W RPA imago lata od października do kwietnia. Długość ciała 33–34 mm. Długość tylnego skrzydła 21,5–22 mm.